# Spearhead Glacier
Der Spearhead Glacier ist der größte Gletscher der Spearhead Range in der kanadischen Provinz British Columbia. Er liegt von der Resort Community of Whistler (British Columbia) aus gesehen auf der gegenüberliegenden, nordöstlichen Seite der Gebirgskette. Teilweise wird der Zugang zu ihm durch das Liftsystem des Whistler-Blackcomb-Skigebietes ermöglicht. Die Spitze des Gletschers liegt an dem als The Spearhead bezeichneten Berg, von dem auch der Blackcomb Glacier ausgeht. 